# ノア・ヌゲニ
ノア・ヌゲニ（Noah Kiprono Ngeny、1978年11月2日 - ）は、ケニアの元陸上競技選手。2000年シドニーオリンピック男子1500mの金メダリストである。
ヌゲニは、1999年の世界陸上に初出場し決勝進出を果たしたものの、当時圧倒的な力を持っていたモロッコのヒシャム・エルゲルージの前に銀メダルという結果に終わっている。
2人は翌年の2000年シドニーオリンピックでも対戦する。エルゲルージは、1996年アトランタオリンピック以後で負けたのは1回のみ、世界記録保持者でもあった彼はオリンピックでも優勝候補の最右翼と目されていた。決勝で、残り100mとなったところでヌゲニはトップを走るエルゲルージの横に付き、残り15mで逆転。そのままフィニッシュし金メダルを獲得。シドニーオリンピックの大番狂わせのひとつといわれている。
しかし、翌2001年と2003年の世界陸上ではエルゲルージが連覇をする一方、ヌゲニは交通事故のため力を発揮できなくなっていった。2004年アテネオリンピックの国内選考レースでも勝つことができなかった。
ヌゲニは、2006年に国際大会からの引退を表明した。
1999年に、ヌゲニは1000mでイギリスのセバスチャン・コーが長らく持っていた世界記録を破り、2分11秒96の世界新記録を樹立。この記録は現在でも世界記録である。
また、彼は1999年の1マイルのレースで、エルゲルージが3分43秒13の世界新記録を出したときに、3分43秒40の記録で2着に入っている。この記録は世界歴代2位の記録である。

## 主な実績
| 年   | 大会                     | 場所                       | 種目  | 結果 | 記録    |
| ---- | ------------------------ | -------------------------- | ----- | ---- | ------- |
| 1999 | 世界陸上選手権           | セビリヤ（スペイン）       | 1500m | 銀   | 3:28.73 |
| 1999 | IAAFグランプリファイナル | ミュンヘン（モスクワ）     | 1500m | 1位  | 3:28.93 |
| 2000 | オリンピック             | シドニー（オーストラリア） | 1500m | 金   | 3:32.07 |
| 2000 | IAAFグランプリファイナル | ドーハ（カタール）         | 1500m | 1位  | 3:36.62 |
| 2001 | 世界室内陸上選手権       | リスボン（ポルトガル）     | 1500m | 銅   | 3:51.63 |

## 自己ベスト
- 800m - 1:44.49 (2000年)
- 1000m - 2:11.96 (1999年　世界記録)
- 1500m - 3:28.12 (2000年)
- 1マイル - 3:43.40 (1999年)
- 2000m - 4:50.08 (1999年)
- 3000m - 7:35.46 (2000年)